# Jerry M. Patterson
Jerry Mumford Patterson (ur. 25 października 1934 w El Paso, zm. 8 listopada 2024 w Fountain Valley) – amerykański polityk, członek Partii Demokratycznej.

## Działalność polityczna
Od 1969 do 1973 był radnym, a następnie do 1975 burmistrzem miasta Santa Ana. W okresie od 3 stycznia 1975 do 3 stycznia 1985 przez pięć kadencji był przedstawicielem 38. okręgu wyborczego w Kalifornii w Izbie Reprezentantów Stanów Zjednoczonych.